# Sirpa Jalkanen
Sirpa Jalkanen Tuulikki (Jyväskylä, 28 de febrero de 1954) es una investigadora finlandesa que trabaja en el campo de la medicina clínica y biomédica en la Universidad de Turku en Finlandia.

## Trayectoria
Jalkanen nació en Jyväskylä, Finlandia. Completó su formación académica en la Facultad de Medicina de la Universidad de Turku, donde obtuvo su doctorado en Medicina en 1979, su doctorado en Inmunología en 1983. Posteriormente, se especializó en Microbiología Clínica en 1990. Su carrera comenzó en el ámbito internacional como Postdoctoral Fellow en el Department of Pathology de la Universidad Stanford entre 1983 y 1986, tras lo cual regresó a Finlandia para ocupar varios puestos académicos y de investigación.
Es una de las investigadoras más importantes del mundo en el área de la migración de linfocitos en el sistema inmunitario humano. Es catedrática en la Academia de Finlandia desde 2014 y, durante su mandato, su trabajo se centró en analizar los mecanismos que controlan el movimiento de las células dentro y fuera de los ganglios linfáticos. Su investigación se realiza como parte del Centro Estratégico de Ciencia, Tecnología e Innovación SalWe. Es miembro de la Academia Finlandesa de Ciencias y Letras y de la Academia Noruega de Ciencias y Letras.

## Reconocimientos
A lo largo de su distinguida carrera, Jalkanen ha recibido numerosos premios y honores que destacan su contribución a la ciencia y la investigación. Entre ellos, en 2008 recibió el premio Matti Äyräpää, y la Medalla Datta en 2011, otorgada por la FEBS por logros destacados en el campo de la Bioquímica y Biología Molecular. En 2016, Jalkanen fue galardonada con el Premio Europeo para Mujeres Innovadoras por su dedicación y trabajo innovador.